# Винников, Зиновий Владимирович
Зино́вий Влади́мирович Ви́нников (англ./нидерл. Zino Vinnikov) – советский и нидерландский скрипач, педагог. Победитель и лауреат Всесоюзного и Международных конкурсов. Является одним из ведущих представителей Санкт-Петербургской скрипичной школы. В 2013 году был удостоен звания Кавалера (Рыцаря) Ордена Нидерландского Льва.

## Образование
Винников вырос в Киеве, где учился у профессора Абрама Штерна. Затем поступил в Ленинградскую консерваторию к профессору Вениамину Шеру (ученику Коргуева, бывшего в свою очередь, учеником легендарного родоначальника Петербургской скрипичной школы, Леопольда Ауэра). После смерти В.И.Шера продолжил обучение, а потом и ассистентуру-стажировку у профессора Михаила Ваймана. Ещё студентом Винников был удостоен первой премии (разделенной с Виктором Третьяковым) на Всесоюзном конкурсе скрипачей в Москве (1965). В дальнейшем он стал лауреатом премий III Международного конкурса имени П. И. Чайковского в Москве (1966), Международного конкурса имени королевы Елизаветы в Брюсселе (1971) и Международного конкурса имени Джордже Энеску в Бухаресте (первая премия и золотая медаль, 1967).

## Солист
Дебютировал в 1963 году на сценах Ленинградской филармонии и Кировского театра. Занимаясь активной концертной деятельностю как в СССР, так и за рубежом, он преподавал также в Ленинградской консерватории. В 1979 году Винников по приглашению Гаагского филармонического оркестра (Резиденц-оркестра) с семьей эмигрировал в Нидерланды, где им Королевским решением было предоставлено гражданство. С тех пор Винников проживает в Нидерландах и во Франции.
Принимал участие в фестивалях, проходящих в Эдинбурге, Сантандере, Афинах, Санкт-Петербурге, Бонне, Париже, Бордо и Лондоне. Выступал со многими дирижёрами: Юрий Темирканов, Евгений Светланов, Александр Дмитриев, Марис Янсонс, Неэме Ярви, Геннадий Рождественский, Андре Превин, Ален Ломбар, Ханс Вонк, Яп ван Зведен, Владимир Ашкенази, и другие. Следует отметить особое творческое сотрудничество Винникова с Иегуди Менухином. Их совместная запись Скрипичного концерта, Меланхолической серенады и Мелодии П.И. Чайковского, в которой Менухин дирижировал лондонским Королевским филармоническим оркестром (Royal Philharmonic Orchestra), имела большой международный успех и несколько раз переиздавалась. Альбом «Зиновий Винников играет пьесы Фрица Крейслера» (Zino Vinnikov Plays Fritz Kreisler) также получил превосходные отзывы.
С 2004 года Винников сотрудничает с Санкт-Петербургской студией звукозаписи «IMLab», которая выпускает серию его дисков. Среди репертуара, недавно записанным Винниковым в России — Сонаты и Партиты для скрипки соло И. С. Баха, все Концерты для скрипки с оркестром И. С. Баха и В. А. Моцарта с Ансамблем солистов Заслуженного коллектива России Академического симфонического оркестра Санкт-Петербургской филармонии, и Альбом пьес для скрипки и фортепиано («Листки из альбома») с пианистом Сергеем Мальцевым. В 2013 г. ожидается выпуск записи концертов для скрипки с оркестром Й. Гайдна, снова с Ансамблем солистов Заслуженного коллектива России Академического симфонического оркестра Санкт-Петербургской филармонии. Также студией «IMLab» были выпущены три диска с избранными архивными записями с ленинградских концертов Винникова 1960/1970-х годов.

## Концертмейстер
Зиновий Винников занимал должность концертмейстера Академического симфонического оркестра Ленинградской филармонии, лондонского Королевского филармонического оркестра (Royal Philharmonic Orchestra), Симфонического оркестра Бордо-Аквитании (Orchestre National Bordeaux-Aquitaine) и Гаагского филармонического оркестра (Residentie Orkest). Он также записал огромный оркестровый репертуар с выдающимися дирижёрами.

## Камерная музыка
В камерной музыке партнёрами Винникова были такие замечательные музыканты как Филипп Хиршхорн, Миша Майский, Борис Пергаменщиков, Наталия Гутман, Элисо Вирсаладзе, Рональд Браутигам, Елизавета Леонская и многие другие. В течение более 10-и лет Винников являлся первым скрипачом и сооснователем в Нидерландах Glinka Kwartet (Квартета имени Глинки), с которым часто выступал в Нидерландах и гастролировал за рубежом.

## Педагог
В течение многих лет Зиновий Винников преподавал в Ленинградской консерватории, Роттердамской консерватории, Утрехтской консерватории и в Академии имени Бенджамина Бриттена. Он продолжает регулярно давать мастер-классы, в том числе в Санкт-Петербургской консерватории, и преподает частным студентам в Нидерландах.

## Награды
- Победитель (первая премия разделенная с Виктором Третьяковым), Всесоюзный конкурс скрипачей, Москва (1965)
- Лауреат, Международный конкурс имени П. И. Чайковского, Москва (1966)
- Победитель, Международный конкурс имени Джордже Энеску, Бухарест (1967)
- Лауреат, Международный конкурс имени королевы Елизаветы, Брюссель (1971)
- Кавалер (Рыцарь) Ордена Нидерландского Льва (2013) [12][13][14]

## Дискография
Сольные записи З. Винникова были выпущены студиями Мелодия, RCA/Erasmus, Residentie Orkest, Tring International, Royal Philharmonic Orchestra, Eroica Classical и IMLab. В них исполняются произведения Альбениса, Ахрона, Бартока, Баха, Блоха, Венявского, Вивальди, Гаде, Гайднa, Дворжака, Дебюсси, Изаи, Крейслера, Массне, Мийо, Моцарта, Понсе, Равеля, Сарасате, Сен-Санса, Сука, Чайковского, Шопена, Шоссона, и Шуберта.